# Zámek Candé
Zámek Candé (francouzsky Château de Candé) se nachází v blízkosti obce Monts v departementu Indre-et-Loire, region Centre-Val de Loire. Je vzdálen asi 10 km jižně od města Tours, na břehu Indry, přítoku řeky Loiry.
Leží ve 250 ha areálu původní venkovské usedlosti, kterou dal starosta Tours v 16. století přestavět v renesančním stylu.
V roce 1853 získal zámek bohatý Kubánec Santiago Drake del Castillo, který jej rozšířil na trojnásobnou velikost v novorenesančním a novogotickém stylu.